# 制吐薬
制吐薬（せいとやく、英：antiemetics）は、悪心や嘔吐を抑制する薬剤である。制吐剤（せいとざい）、鎮吐薬（ちんとやく）とも。乗り物酔いに伴う悪心・嘔吐の抑制にジメンヒドリナート、胃炎にメトクロプラミド、がん化学療法にグラニセトロンなどがある。1940年代以降、乗り物酔い、つわり、抗がん剤を中心とした医薬品の副作用への対処として制吐薬の開発が進んできた。悪心・嘔吐の原因の除去（原疾患の特定・治療、毒物の排出）の妨げになるので、制吐薬の安易な使用は避けるべきである。

## 薬理
嘔吐の抑制は、様々な経路を通じた嘔吐中枢の刺激を制御することで達成される。
嘔吐中枢の刺激を誘発するものには、たとえば、次のようなものがある。
- 物理・機械的なもの
  - 舌根部等の刺激
  - 胃腸の伸展（過食・過飲、腸閉塞など）
  - 脳圧の上昇（脳出血、脳腫瘍など）
- 化学的なもの
  - 薬物（細胞毒性物質（抗がん剤など）、抗うつ薬、ニコチンなど）
  - 代謝異常（妊娠悪阻、腎不全、肝不全など）
- 平衡感覚・視覚・嗅覚的なもの
  - 乗り物酔い（揺れ）
  - 不快な光景
  - 腐敗・汚物臭
- 精神的なもの
  - 過去の嘔吐経験の想起
  - 嫌悪感

これらのものがニューロンの活動を誘発し、伝達経路を介して嘔吐中枢を刺激する。制吐薬の中心は、嘔吐中枢に至るいずれかの伝達経路を遮断するか、あるいは嘔吐中枢での刺激を抑制・促進するものである。より専門的に言えば、Gタンパク質共役受容体またはリガンド開口型イオンチャネルの阻害・作動により、嘔吐中枢または伝達経路上で刺激の調整を行うものということになる。

### 具体例
乗り物酔いは、過度の揺れによる体の平衡感覚の乱れが原因と説明される。これに伴う悪心・嘔吐は、平衡感覚の一部をつかさどる前庭器でのコリン作動性ニューロン、ヒスタミン作動性ニューロンの活動が、直接または延髄の一部分（最後野であり化学受容器引き金帯（CTZ）とも呼ばれる）を介して、嘔吐中枢を刺激することで生じる。いわゆる酔い止めの成分であるジフェンヒドラミン（第1世代の抗ヒスタミン薬）は、嘔吐中枢に存在するヒスタミン受容体のサブタイプであるH1受容体に取りついて、ヒスタミンのシナプス間の移動を阻害することで、嘔吐中枢の刺激を抑制する。
抗がん剤治療に伴う悪心・嘔吐（CINV：Chemotherapy Induced Nausea and Vomiting）の抑制に利用されるグラニセトロンは、5-HT3受容体拮抗薬である。抗がん剤は、セロトニンの放出を引き起こす。セロトニンは、腸（粘膜のクロム親和性細胞）から放出され、迷走神経を刺激する。この迷走神経の刺激が、最後野を介して嘔吐中枢に伝達され、悪心・嘔吐が生じる。5-HT3受容体拮抗薬は、主に腸に存在する迷走神経の末端にある5-HT3受容体と結合することで、伝達経路の始まり部分で刺激を抑制する。
アメリカ合衆国で承認されているCINVの制吐薬にドロナビノール（カンナビノイドの一種）があるが、これは、上記の拮抗薬とは逆に、嘔吐中枢でCB1受容体の働きを活性化させることで、嘔吐を抑制するCB1受容体作動薬である。
さらに、動物実験段階ではあるが、オピオイドは、低用量では悪心・嘔吐を誘発するが、高用量では抑制することが知られている
。

### 刺激の伝達経路
刺激の伝達経路の捉え方と、各伝達経路で影響を及ぼす受容体の種類は、研究者によってばらつきがある。そのため、ここではオンラインで確認できる図解資料を、いくつか列挙するにとどめる。
- がん患者の消化器症状の緩和に関するガイドライン（2017年版）
- 「制吐薬適正使用ガイドライン」2015年10月【第2版】一部改訂版ver.2.2 （2018年10月）
- 嘔気・嘔吐の薬物療法
- A History of Drug Discovery for Treatment of Nausea and Vomiting and the Implications for Future Research

### 悪心・嘔吐の機序についての補足
悪心・嘔吐の機序については、解明に至っていない点がある。たとえば、血圧低下により悪心・嘔吐が生じることがあるが、この機序について十分な説明は与えられていない。また、デキサメタゾン（合成副腎皮質ホルモン剤）のように、がん化学療法の臨床において有効性が広く認められているものの、作用機序が明確とはいえないものもある。
悪心については、嘔吐に比べ、そのメカニズムの解明が進んでいない。刺激を受けた嘔吐中枢から大脳皮質等の上位中枢へ刺激が伝達されることで生じると考えられているが、それ以外の経路を示唆するものもある。

## 制吐薬の使われ方

### つわり
日本においては、従来、軽症のつわりに対する制吐薬の処方は行われておらず、重症のつわり（妊娠悪阻）と診断された場合に、一定の薬物療法が選択される場合があるにとどまっている。これに対して、日本産科婦人科学会は、第IV回医療上の必要性の高い未承認薬・適応外薬の要望において、軽症・重症を問わず、妊娠時の悪心・嘔吐に対する制吐薬として、アメリカ合衆国・カナダにおいて承認されているコハク酸ドキシラミン/塩酸ピリドキシン配合剤の承認を、厚生労働省に求めている。

### がん
がん化学療法・放射線療法に伴う悪心・嘔吐について触れる。国内外の関連する学会が策定したガイドラインでは、使用される抗がん剤の催吐性（薬剤投与から24 時間以内に生じる悪心・嘔吐の割合）と、悪心・嘔吐の発生の時期・態様（急性・遅発性・突発性・予期性など）からなる2つの考慮軸をもとに、制吐薬の選定・推奨を行っている。具体的には、合成副腎皮質ホルモン剤、5-HT3受容体拮抗薬、NK1受容体拮抗薬、D2受容体拮抗薬、ベンゾジアゼピン（GABAA受容体作動薬）といった薬剤を単剤投与または併用することとなっている。なかでも、合成副腎皮質ホルモン剤、5-HT3受容体拮抗薬、NK1受容体拮抗薬の3剤併用が、もっとも強力に制吐作用を発揮する。放射線療法にあっては、治療部位（全身、上腹部、頭蓋など）に応じて、制吐性の高低を定めている。

### 術後・緩和ケア
術後の悪心・嘔吐（PONV：Post-Operative Nausea and Vomiting）については、国内外の麻酔関連の学会がガイドラインを策定し、制吐薬の選定を行っている
。PONVの要因としては、オピオイドを中心とした麻酔、手術に伴う細胞組織の損傷、炎症、手術に要した時間などがある。また、PONV発生の蓋然性（リスク）判断にあたって、患者の特性（性別、喫煙の有無、過去のPONV・乗り物酔いの有無）を指標としている。
緩和ケアにおける悪心・嘔吐は、国内において日本緩和医療学会が、各種のガイドラインにおいて制吐薬の選定・推奨を行っているが、いずれもがんに関連するもの（がん疼痛、がん患者の消化器症状）に限定される。海外では、たとえば、英国の国民保健サービス・スコットランド（NHS Scotland）においてガイドラインが公開されており、事例に応じた制吐薬の選定を行っている。

## 剤形
内服薬をはじめ、外用薬、注射薬、座薬など多様な剤形で提供される。

## 種類
ターゲットとなる受容体ごとに、簡単な薬理を示し、適応と医薬品名を例示する。なお、ここには、日本国内で、悪心・嘔吐（全部または一部の適応）に対して承認されていない薬剤が含まれる。
H1受容体拮抗薬（第1世代に限る）
薬理：嘔吐中枢にあるH1受容体の反応をブロックすることで、悪心・嘔吐を抑制する。
適応：乗り物酔い、つわり、術後
品名：ジフェンヒドラミン、プロメタジン、メクリジン、シクリジン
ムスカリン受容体拮抗薬（抗コリン薬）
薬理：前庭神経核への前庭入力と、おそらくは嘔吐中枢においてムスカリン受容体の反応をブロックすることで、悪心・嘔吐を抑制する。なかでも、M3とM5の各サブタイプに対応するムスカリン受容体が大きく影響している。
適応：乗り物酔い、術後
品名：スコポラミン、ジフェニドール
D2受容体拮抗薬
薬理：最後野に存在するD2受容体の反応をブロックすることで、悪心・嘔吐を抑制する。
適応：がん化学療法、放射線療法、術後、消化器異常、薬剤投与
品名：消化器運動改善薬に分類されるドンペリドン、メトクロプラミドのほか、麻酔補助薬のドロペリドール、第1世代抗精神病薬に分類されるクロルプロマジン、ハロペリドール
5-HT3受容体拮抗薬
薬理：腸管の迷走神経終末に分布する5-HT3受容体の反応をブロックすることで、悪心・嘔吐を抑制する。ただし、5-HT3受容体拮抗薬の作用点に、嘔吐中枢、最後野での作用を含める見解もある。
適応：がん化学療法、放射線療法、術後
品名：第1世代としてアザセトロン、オンダンセトロン、第2世代としてパロノセトロン。なお、メトクロプラミドには、5-HT3受容体拮抗作用があり、高用量投与で同様の拮抗作用を示すとされる。
NK1受容体拮抗薬
薬理：孤束核（延髄の一部）や腸管の迷走神経終末にあるNK1受容体の反応をブロックすることで、悪心・嘔吐を抑制する。
適応：がん化学療法、術後
品名：アプレピタント、ホスアプレピタント
多元受容体標的化抗精神病薬 (MARTA：Multi-acting Receptor Targeted Antipsychotics)
薬理：がん化学療法の臨床を通じて高い効果が得られている。D2、D4、5-HT2A、5-HT2C、5-HT6、α1-アドレナリン、H1、ムスカリン（M1〜M5）など多様な受容体への拮抗または逆作動作用を有するが、制吐作用という点でH1、D2、ムスカリン、5-HT2C、5-HT3（弱い拮抗作用）の関連が示唆されるが、その他の薬理については解明されていない。
適応：がん化学療法
品名：オランザピン、ペロスピロン、リスペリドン
GABAA受容体作動薬
薬理：不安を抑制し、嘔吐中枢への刺激を抑えることで、悪心・嘔吐を抑制する。なお、大脳皮質（不安・恐怖といった感覚的な因子の発現域）から嘔吐中枢に向けて、どのような経路で刺激が伝達されるかは不明である。
適応：がん化学療法（心因性）
品名：ベンゾジアゼピンとしてロラゼパム、アルプラゾラム、ミダゾラム
CB1受容体作動薬;
薬理：脳幹の一部（迷走神経背側複合体）と大脳皮質の一部（島皮質）に存在するCB1受容体を作動させることで、悪心・嘔吐を抑制する。
適応：がん化学療法
品名：ドロナビノール
合成副腎皮質ホルモン（コルチコステロイド）剤
薬理：明確な作用機序が判明しておらずいくつかの推察があるにとどまるが、臨床において高い効果が得られている。
適応：がん化学療法、放射線療法、術後
品名：デキサメタゾン
試験研究レベルでは、上記の数多くの医薬品が、別の適応を示している。たとえば、乗り物酔いについては、第1世代H1受容体拮抗薬とムスカリン受容体拮抗薬（抗コリン薬）以外に、ベンゾジアゼピンに制吐効果があるとしている。動物実験段階では、NK1受容体拮抗薬も、乗り物酔いに有効であるとの結果が得られている。さらに、乗り物酔いを発症したヒトでは、そうでないヒトに比べて、CB1受容体の発現（活動）が低下したとの研究結果がある。

## その他のもの
内関穴またはP6と呼ばれる経穴への刺激で術後嘔気嘔吐(PONV)を抑制することが臨床で明らかになっている。また、スペアミント、ペパーミント、生姜、ノニ果実についても、制吐作用があるとの報告がある。このうち、生姜については、5-HT3受容体拮抗作用を有する成分（ギンゲロール、ショウガオール、ガラノラクトン）とM3受容体拮抗作用を有する成分（ギンゲロール、ショウガオール）が含まれており、PONVの抑制の点でも信頼性の高い統計結果が得られている。一方、やや信頼性は低いものの、乾燥したノニ果実の抽出物にもPONVに効果があるとしている。